# Casal Boccone
Casal Boccone è la quarta zona di Roma nell'Agro romano, indicata con Z. IV.
Il toponimo indica anche la zona urbanistica 4F del Municipio Roma III di Roma Capitale

## Geografia fisica

### Territorio
Si trova nell'area nord del comune, a ridosso ed internamente al Grande Raccordo Anulare.
La zona confina:
- a nord con le zone Z. III Marcigliana[1] e Z. V Tor San Giovanni[2]
- a est con il quartiere Q. XXX San Basilio[3]
- a sud con i quartieri Q. XXVIII Monte Sacro Alto[4] e Q. XVI Monte Sacro[5]
- a ovest con le zone Z. I Val Melaina[6] e Z. II Castel Giubileo[7]

## Monumenti e luoghi d'interesse

### Architetture civili
- Casal Boccone, su via di Casal Boccone. Casale del XVI secolo. 41.961936°N 12.556032°E
- Centro idrico della Cecchina, su via della Bufalotta. Cisterna del XX secolo (1960). 41.95699°N 12.545757°E

### Architetture religiose
- Chiesa di Santa Maria delle Grazie a Casal Boccone, su via della Bufalotta. Chiesa del XXI secolo (2010). 41.966901°N 12.550624°E

Parrocchia eretta il 1º ottobre 1985 con decreto del cardinale vicario Ugo Poletti. La chiesa è stata consacrata dal cardinale vicario Agostino Vallini il 1º maggio 2010. L'11 dicembre 2011 ha ricevuto la visita di papa Benedetto XVI.
- Tempio di Roma Italia, su via di Settebagni. Tempio mormone del XXI secolo (2019).

### Siti archeologici
- Villa romana di Casal Boccone, su via della Bufalotta angolo via Carlo Bernari. Villa del I secolo a.C.[8] 41.967904°N 12.550526°E
- Villa di Faonte a Vigne Nuove, fra via delle Vigne Nuove e via Passo del Turchino. Villa del I secolo a.C.[9] 41.954408°N 12.537777°E

## Geografia antropica

### Urbanistica
Nel territorio di Casal Boccone si estende l'omonima zona urbanistica 4F e, a sud, una piccola area della zona 4C Monte Sacro Alto.